# Antoinette de Mesmes
Antoinette de Mesmes, duchesse de Vivonne, död 1709, var en fransk aristokrat. Hon var en av de åtalade i den berömda giftmordsaffären.
Antoinette de Mesmes gifte sig 1655 med Louis Victor de Rochechouart, duc de Vivonne, bror till Madame de Montespan. 
de Mesmes namn nämndes ofta under förhören av de misstänkta. Hon anlitade Voisin första gången 1667. Hon uppgavs vara kund till Francoise Filastre och ett flertal andra spåkvinnor i Voisins nätverk. Adam Lesage uppgav att hon hade gjort en abort med hjälp av Filstre som sedan hade offrat fostret till Satan. Hon ska ha betalat för en svart mässa för att sälja sin själ till Djävulen. 
Antoinette de Mesmes blev inte gripen eller hörd under giftmordsaffären. Eftersom hon var syster till Madame de Montespan ville kungen inte blanda in henne i utredningen för att inte implicera Montespan. 